# Melchor Cano
Melchor Cano   (Tarancón, 6 de gener de 1509 - Toledo, 30 de setembre de 1560) fou un frare dominic, teòleg i bisbe espanyol.

## Biografia
El seu pare, Fernando Cano, jurista, l'envià a estudiar a la Universitat de Salamanca, on fou alumne de Francisco de Vitoria i professà al Convent de Sant Esteve dels dominics el 1524. El 1531 fou enviat al Col·legi de Sant Gregori a Valladolid, on estudià amb Bartolomé de Carranza i amb Luis de Granada. El 1536 obtingué la càtedra de teologia a Sant Gregori. El 1543 aconseguí la càtedra de teologia a Alcalà, fet singular per ser un dominic d'orientació tomista quan la universitat complutense era el baluard de l'erasmisme.
Participà en la primera fase de la Junta de Valladolid (1550) que intentava resoldre la polèmica dels naturals o dels justos títols entre Juan Ginés de Sepúlveda i Bartolomé de las Casas. Carles V l'envià al Concili de Trent el 1551, on es feu notar com impugnador de les postures teològiques dels jesuïtes. El 12 de setembre del 1552 fou promogut per Carles V a bisbe de Canàries, càrrec que deixà per ser rector el Col·legi de Sant Gregori a Valladolid el 1554.
El 1556 escrigué la seva famosa Consultatio theologica, en què aconsellà al rei Felip II que resistís les pretensions temporals del papat i com a monarca absolut defensés els seus drets a l'administració de les rendes i béns de l'Església espanyola, amb la qual cosa faria l'estat menys depenent de Roma. Això li valgué ser anomenat "fill de la perdició" per part del papa Pau IV. Poc temps després fou detingut per la Inquisició l'arquebisbe de Toledo Bartolomé de Carranza i Felip II aprofità per quedar-se amb les rendes vacants de Toledo mentre es dirimia el cas. El 1557 fou nomenat provincial del seu orde. Fou professor de Fray Luis de León.

## Obres
La seva obra més important és De Locis Theologicis (Salamanca, 1563), en què establí les deu fonts per a la demostració teològica: la Sagrada Escriptura, la Tradició Apostòlica, l'autoritat de l'Església Catòlica, l'autoritat dels concilis ecumènics, l'autoritat del Summe Pontífex, la doctrina dels Pares de l'Església, la doctrina dels doctors escolàstics i canonistes, la veritat racional humana, la doctrina dels filòsofs i la història.
També destacà en la literatura en llengua castellana escrivint una àmplia i personal traducció de l'Opera utilissima de la cognizione et vittoria di sé stesso (Venècia, 1531) de Giovanni Battista da Crema refosa pel canonge Serafino Aceti da Fermo, amb el títol de Trattato per la vita cristiana utilissimo della cognitione e vittoria di se stesso (1538), que pren per estructura d'exposició dels set pecats capitals.